# Mavillo Gheller
Mavillo Gheller (Busto Arsizio, 1975. augusztus 3. –) olasz labdarúgóhátvéd.